# Rezolucija Vijeća sigurnosti UN-a 1003
Rezolucijom Vijeća sigurnosti UN-a 1003, usvojenom 5. srpnja 1995., nakon ponovnog potvrđivanja svih rezolucija o situaciji u bivšoj Jugoslaviji, posebno rezolucija 943 (1994.), 970 (1995.) i 988 (1995.), Vijeće je primilo na znanje mjere Savezne Republika Jugoslavija (Srbija i Crna Gora) da nastavi zatvaranje granice sa Bosnom i Hercegovinom i stoga produžio djelomičnu suspenziju sankcija Srbiji i Crnoj Gori za dodatnih 75 dana do 18. rujna 1995.
Istaknuto je da je granica i dalje zatvorena, osim zbog humanitarne pomoći i napora Srbije i Crne Gore u tom smislu. Vijeće je naglasilo važnost koju pridaje tome da se snagama bosanskih Srba ne pruža vojna pomoć. U isto vrijeme pozdravljene su pojednostavljene procedure koje je usvojio odbor osnovan 724. godine (1991.) u vezi s legitimnim zahtjevima za humanitarnu pomoć i prekrcajem na rijeci Dunav.
Djelujući prema Poglavlju VII Povelje Ujedinjenih naroda, međunarodne sankcije nametnute Srbiji i Crnoj Gori suspendirane su do 18. rujna 1995. Rezolucija je također pozvala na uzajamno priznanje između država bivše Jugoslavije, pri čemu je priznanje između Bosne i Hercegovine i Srbije i Crne Gore važan prvi korak u tom procesu. Situacija bi stalno bila pod nadzorom Vijeća sigurnosti.
Rezolucija 1003 usvojena je s 14 glasova za, niti jednim protiv, uz jedan suzdržan glas Rusije.

## Vanjske poveznice
| Wikizvor | Engleski Wikizvor ima izvorni tekst na temu: United Nations Security Council Resolution 1003 |

- Text of the Resolution at undocs.org